# 高畑常信
高畑 常信（たかはた つねのぶ、1941年〈昭和16年〉2月 - ）は、日本の中国文学者。東京学芸大学名誉教授、徳島文理大学教授。主に中国の思想・哲学および書法・篆刻を研究。

## 経歴
1941年、香川県高松市男木島で生まれた。1965年、香川大学学芸学部を卒業。卒業後は広島大学大学院中国哲学科へ進み、1971年に博士課程を満期退学。
修道中学校・修道高等学校教員などを経て、東京学芸大学教育学部助教授となった。1990年、同教授に昇格。2004年、東京学芸大学を定年退官し、名誉教授となった。徳島文理大学一般総合科目教授。

## 著作
著書
- 『延平答問』明徳出版社・中国古典新書 1985
- 『遊印のしおり』秋山書店 1986
- 『遊印のすすめ』秋山書店 1986
- 『中国遊印二〇〇選』日貿出版社 1987
- 『鄧石如の書と篆刻』木耳社 1988
- 『日本の遊印を楽しむ 日貿出版社 1988
- 『中国人の生き方』第1集 – 第4集、人と文化社 1993-94
- 『宋代湖南学の研究』秋山書店、1996
- 『中国文人の思想と芸術』秋山書店 1998
- 『中国の人生訓 秋山書店・秋山叢書 2000
- 『あきらめず、されどいさぎよく ある大学教員の足跡』東京学芸大学出版会 2011.2.

共著編
- 『大塩中斎・佐久間象山』[2] 叢書・日本の思想家　明徳出版社 1981
- 『中国の遊印 篆刻名品選』木耳社 1983
- 『日本の遊印　篆刻名品選』木耳社 1983
- 『現代中国の遊印 篆刻名品選』木耳社 1984
- 『篆刻の技法と鑑賞』神野雄二共著　明徳出版社 1984
- 『呉昌碩の遊印』篆刻名品選 木耳社 1988
- 『鄧石如の遊印』篆刻名品選 木耳社 1988
- 『遊印鑑賞大字典』柏美術出版 1992
- 『名蹟名言 書道大字典』重田明彦共編 柏美術出版 1994
- 『必携 名蹟名言 書道字典』重田明彦共編 柏書房 2000

訳書
- 『篆刻の歴史と技法』鄧散木著、木耳社、1981
- 『芸舟双楫』包世臣著、木耳社、1982
- 『広芸舟双楫』康有為著、木耳社、1982
- 『篆刻の歴史と鑑賞 中国鉥印源流』銭君匋・葉潞淵著、秋山書店 1982
- 『篆刻の基本知識』呉甌編、秋山書店、1983
- 『書概　書論集』劉熙載著、木耳社、1984
- 『木簡手帖』呉恵霖原撰 監訳 木耳社, 1987
- 『東坡題跋　書芸篇』蘇東坡 木耳社 1989